# Pachyegis iquiquensis
Pachyegis iquiquensis är en mossdjursart som beskrevs av Moyano 1991. Pachyegis iquiquensis ingår i släktet Pachyegis och familjen Stomachetosellidae. Inga underarter finns listade i Catalogue of Life.